# 케르스틴 베르나도테
비스보리 백작부인 엘린 케르스틴 마르가레타 베르나도테 왕자빈(Princess Elin Kerstin Margareta Bernadotte, Countess of Wisborg, 1910년 10월 4일 ~ 1987년 9월 11일)는 스웨덴의 언론인, 귀족, 잡지 편집자였다. 그녀는 스웨덴 라이프스타일 및 여성 잡지 베코레빈의 편집자였다. 베르나도트는 스웨덴의 칼 요한 왕자의 아내였으며, 그녀와 결혼하기 위해 왕실 직함과 스웨덴 왕위 계승권을 포기했다. 그녀와 그녀의 남편은 나중에 룩셈부르크 대공국에서 귀족이 되었다.